# Nilofar Bayat
Pour les articles homonymes, voir Bayat (homonymie).
Nilofar Bayat est une avocate et basketteuse handisport afghane, née dans les années 1990.

## Biographie
Alors que Nilofar Bayat est âgée de deux ans, une roquette tirée par les talibans atteint la maison de sa famille ; son frère meurt, son père et elle sont blessés. Elle-même perd une jambe et elle est également gravement touchée à la colonne vertébrale et brûlée au dos par des éclats d'obus, ce qui nécessite un an d'hospitalisation.
Durant la présidence de Hamid Karzaï, elle a la possibilité de faire des études de droit et devient avocate. Elle prend publiquement position contre les talibans et en faveur des droits des femmes et plus particulièrement des femmes handicapées. Elle travaille par ailleurs pour le Comité international de la Croix-Rouge.
Elle commence à pratiquer le basket-ball en fauteuil roulant après avoir vu des hommes y jouer. Elle contribue alors à la création de la sélection nationale afghane, dont elle devient la capitaine. Cette équipe participe à ses premières compétitions nationales en 2017. Les joueuses afghanes tentent de se qualifier pour les Jeux paralympiques de Tokyo, mais elles échouent après des défaites contre l'Australie et la Chine (en) lors du tournoi pré-olympique.
En août 2021, après la prise de Kaboul par les talibans, Nilofar Bayat se sait en danger : « Ils pouvaient me tuer, car j’apparais dans beaucoup de vidéos où je parle des talibans, de basket, de mes participations dans des marches de femmes en Afghanistan ». En se réfugiant à l'aéroport de Kaboul, elle croise des talibans qui la battent et lui confisquent ses bagages. Après avoir témoigné auprès d'Antonio Pampliega, un journaliste espagnol avec lequel elle a sympathisé quelques années auparavant, son histoire est relayée sur les réseaux sociaux, ce qui lui permet d'obtenir de nombreux soutiens, dont la militante et joueuse de basket en fauteuil Gema Hassen-Bey (es). Les autorités espagnoles acceptent de l'aider à quitter son pays aux côtés des Afghans qui ont collaboré avec l'armée ou les opérations civiles espagnoles.
Nilofar Bayat et son mari parviennent ainsi à être évacués de Kaboul et à se réfugier en Espagne, atterrissant à la base aérienne de Torrejón de Ardoz après une escale à Dubaï,. Elle est recrutée par Bidaideak, l'équipe de basket-ball en fauteuil roulant de Bilbao, tout comme son mari, Ramesh Naik Zai, membre de l'équipe masculine afghane dans ce même sport. Donnant une conférence de presse depuis l'Espagne, elle appelle la communauté internationale à se préoccuper de l’Afghanistan et du sort de sa population, estimant que « les talibans n’ont pas changé ».